# Аниченко, Владимир Васильевич
Владимир Васильевич Аниченко (20 июля 1924, с. Яновка, Хотимский район, Могилёвская область — 2 февраля 2001, Гомель) — белорусский языковед, доктор филологических наук (1970), профессор (1971), заслуженный деятель науки БССР (1976).

## Биография
Окончил в 1952 году Белорусский государственный университет в Минске.
С 1955 работал в Институте языкознания АН Беларуси.
С 1970 — заведующий кафедрой белорусского и русского языков, с 1975 — заведующий кафедрой белорусского языка Гомельского университета.

## Научная деятельность
Автор трудов по истории белорусского языка:
- «Хрестоматия по истории белорусского языка», ч. 1—2, 1961—1962;
- «Александрия», 1962;
- «Словарь языка Скорины», т. 1—2, 1977—1984.

Один из авторов «Исторической лексикологии белорусского языка» (1970).
Исследовал белорусско-украинские письменно-языковые связи давнего периода:
- монография «Белорусско-украинские письменно-языковые связи», 1969;
- статьи «Скорининские традиции на Украине», 1968;
- «Украинская лексическая вариантность в старобелорусской письменности древнего времени», 1972;
- «Украинизмы в белорусской письменности XV—XVII вв.», 1975.

## Награды
Лауреат Государственной премии (1988), награждён медалью Франциска Скорины (1996). Удостоен ордена Преподобного Сергия Радонежского. За боевые заслуги награждён орденами Отечественной войны II степени, медалями.